# Partit Comunista Italià (2016)
El Partit Comunista Italià (en italià: Partito Comunista Italiano, PCI) és un partit polític italià de tendència marxista, succesor del Partit dels Comunistes Italians.

## Història
Va ser fundat a Bolonya, el 26 de juny de 2016, pel Partit dels Comunistes Italians (PCdI), membres del Partit de la Refundació Comunista (PRC) i l'Associació per a la Reconstrucció del Partit Comunista (Associazione per la Ricostruzione del Partito Comunista).
El nou PCI s'inspira explícitament en l'antic Partit Comunista Italià (1921-1991), del qual ha reprès el nom oficial i el logotip; en particular, es remet al pensament d'Antonio Gramsci i al de Palmiro Togliatti. L'Assemblea Nacional Constituent del Partit Comunista, reunida a San Lazzaro di Savena del 24 al 26 de juny de 2016, va escollir el comitè central, que l'endemà va nomenar Mauro Alboresi com a secretari.
En les eleccions generals d'Itàlia de 2018, el nou PCI es va adherir a la llista Poder al Poble!, sumant-se al Partit de la Refundació Comunista i altres partits o moviments polítics d'esquerres, així com centres socials, sindicats locals, associacions i comitès. La llista, en obtenir un 1,1% dels vots, no va aconseguir escons en el Parlament italià. La candidatura de PaP! també va participar en les eleccions regionals de 2018 a Lazio, sense èxit.
Poc després, en el primer congrés d'Orvieto, del 6 al 8 de juliol de 2018, el PCI abandona la coalició, Mauro Alboresi és confirmat com a secretari nacional i Selene Prodi substitueix Manuela Palermi com a presidenta del Comitè Central.
Per a les eleccions europees de 2019, el partit decideix no recollir les signatures necessàries, ni participa de cap candidatura unitària d'esquerres. Tanmateix, al mateix any, va participar en les eleccions regionals de Sardenya (Esquerra Sarda, amb Refundació), Basilicata (La Basilicata Possible, amb Possible, Refundació, SI i DiEM) i Úmbria (juntament amb PaP!), sense obtenir cap representant.
Mateixos resultats obtindrien a les eleccions regionals de 2020 a Emília-Romanya i Toscana (en candidatura pròpia), Vèneto (en coalició amb Refundació), Marques (en coalició amb el PC) i a Pulla (en coalició amb Refundació i Ressorgiment Socialista).
Al 2022, però, novament van participar en la formació d'una agrupació de partits i moviments socials italians anomenada "Unitat Popular", amb l'objectiu d'elaborar i implementar iniciatives i propostes comunes i compartides. No obstant això, a les eleccions generals de 2022 el PCI es va presentar com a llista autònoma en 5 de les 29 circumscripcions per a la Cambra de Diputats i 7 de les 21 per al Senat, obtenint entre l'1,0 i l'1,5% a la Toscana, les Marques i l'Úmbria.

## Resultats electorals

### Parlament italià
| Any  | Líder          | Vots        | %           | Diputats | +/– | Vots        | %           | Senadors | +/- |
| ---- | -------------- | ----------- | ----------- | -------- | --- | ----------- | ----------- | -------- | --- |
| 2018 | Mauro Alboresi | Dins de PaP | Dins de PaP | 0 / 630  | Nou | Dins de PaP | Dins de PaP | 0 / 315  | Nou |
| 2022 | Mauro Alboresi | 24,555      | 0.09        | 0 / 400  | =   | 70,961      | 0.26        | 0 / 200  | =   |

## Vegeu més
- Poder al Poble!
- Partit de la Refundació Comunista| Bases d'informació | - SNL |